# Пёстрая эфа
Пёстрая эфа (лат. Echis coloratus) — вид ядовитых змей семейства гадюковые.

## Внешний вид
Средних размеров змея общей длиной до 80 см (обычно 45—55 см). Хвост короткий, занимает 8—13 % общей длины, у самцов несколько длиннее. Голова широкая, покрыта мелкими килеватыми чешуйками. Шейный перехват хорошо выраженный. Глаза очень крупные, с серебристой радужной оболочкой и вертикальным зрачком. Расположены по бокам, отделяясь от верхнегубных щитков 3—4 рядами чешуй. Тело плотное, в сечении почти треугольное и несколько уплощённое. Чешуи туловища килеватые, расположенные в 31—37 рядов вокруг середины тела. На боках рёбрышки чешуй зубчатые, направлены вниз и назад. Брюхо белое, розоватое или серое, покрыто 152—205 брюшными щитками. Анальный щиток цельный. Подхвостовых 29—48.
Основной фон серый, коричневый или розоватый, на боках становится бледнее. По хребту от затылка до хвоста проходит ряд бледных поперечных пятен, иногда вытягивающихся диагонально. Каждое пятно обрамлено тёмными пятнышками, иногда сливающимися. Книзу от пятен по бокам могут проходить вертикальные полосы. На голове может быть пятно в форме замочной скважины. От глаза до челюстного сустава идёт полоса.

## Распространение
Ареал протяжён от восточного Египта, Судана и Эритреи через южный и восточный Израиль и юго-западную Иорданию, западную и центральную Саудовскую Аравию до Йемена и Омана. Встречается на высоте до 2600 м над уровнем моря.

## Образ жизни
Обитает в засушливых каменистых местообитаниях или на гравийных равнинах с редкой растительностью, в горах и каньонах. Активна ночью. Охотится на некоторых беспозвоночных, гекконов, жаб, птиц и грызунов. В случае опасности сворачивается в форме подковы и издаёт скрежещущий звук, потирая зазубренными рёбрышками на боковых чешуях. Может передвигаться как вперёд, так и вбок. Яйцекладущий вид. В июне—июле самки откладывают до 15 яиц. Яд обладает гемотоксическим и цитотоксическим действием. При укусе у человека возникают местная боль и отёк. Без лечения может вызвать кровоизлияние.

## Подвиды
Выделяют два подвида:
- E. c. coloratus Günther, 1878 — номинативный подвид, распространённый в основной части ареала.
- E. c. terraesanctae Babocsay, 2003 — обитает в Израиле и Иордании.

## Природоохранный статус
В связи с широким распространением и отсутствием серьёзных угроз численности Международным союзом охраны природы отнесена к категории «Видов, вызывающих наименьшие опасения».